# شیطان هم می‌گرید (مجموعه بازی)
شیطان هم می‌گِریَد (انگلیسی: Devil May Cry؛ دِوِل مِی کِرای به معنای «شیطان شاید بگرید») عنوان یک مجموعه بازی ویدئویی به سبک اکشن-ماجراجویی و هک اند اسلش است که توسط شرکت کپ‌کام ساخته شده است. این سری در ابتدا قرار بود به عنوان دنباله‌ای بر مجموعه بازی رزیدنت ایول محسوب شود اما در طی مراحل توسعه به حدی از سبک بازی مجموعه فاصله گرفت که در نهایت به‌طور کامل تبدیل به یک مالکیت فکری جدید شد.

## داستان
در اولین صحنه از نسخه اول بازی دویل می کرای چنین نوشته‌ای دیده می‌شود:
قرن‌ها پیش سرور دیوهای جهنم تصمیم به حمله به دنیای انسان‌ها گرفت و حرص و طمع او برای حکومت به انسان‌ها باعث نابودی خودش شد زیرا یک شوالیه از لشکر اهریمنان علیه خودش شورش کرد و توانست او را در چاهی محبوس کند این شوالیه سیاه اسپاردا نام داشت
در ادامه این مسئله نشان داده می‌شود که اسپاردا پس از ازدواج با یک انسان صاحب دو پسر می‌شود که دانته و ورژیل نام دارند. دانته شخصیت اصلی در این سری بازی به انسان‌ها کمک می‌کند تا از شر اهریمنان خلاص شوند. در انتهای نسخه سوم یعنی شیطان هم می‌گرید ۳: بیداری دانته دانته مجبور به خروج از دروازه جهنم و تنها گذاشتن برادرش در جهنم می‌شود چون ورجیل خواهان ماندن در جهنم بودو دانته به همین خاطر می‌گرید و این گونه اولین نام مغازه او Devil May Cry می‌شود و در نسخه چهارم یعنی شیطان هم می‌گرید ۴ دانته به اولین باس بازی تبدیل می‌شود و سانکتوس را که پاپ محفل شمشیر (یعنی کسانی که اسپاردا را می‌پرستند) است را ترور می‌کند و شخصیت جدیدی به نام نیرو وارد بازی می‌شود تا هم به انسان‌ها کمک کند هم علت این کار دانته را بیابد. اما تقریباً دانته در این داستان شخصیت اصلی بودن خود را حفظ می‌کند و در آخر به کمک نیرو برای نابودی اهریمن بزرگ می‌کوشد.
نسخهٔ دی‌ام‌سی بازراه‌اندازی بود از این بازی که به عقیدهٔ چندی از بازیبازان و منتقدین نسخهٔ چندان موفقی نبود. در این نسخه ایوا، همسر اسپاردا را فرشته و دانته و ورجیل را دورگه‌های شیطان-فرشته که اصطلاحاً به آن‌ها نِفیلیم (Nephilim) گفته می‌شود، می‌پندارند.

## شخصیت‌ها
- دانته - شخصیت اصلی سری شیطان هم می‌گرید

- ورژیل - برادر دانته

(حضور: شیطان هم می‌گرید شیطان هم می‌گرید ۳: بیداری دانته، دی‌ام‌سی: شیطان هم می‌گرید، شیطان هم می‌گرید ۴: نسخه ویژه و شیطان هم می‌گرید ۵)
- تریش - همکار دانته در قسمت اول

(حضور: شیطان هم می‌گرید و شیطان هم می‌گرید ۴ و شیطان هم می‌گرید ۵)
- لوسیا - همکار دانته در قسمت دوم

(حضور: شیطان هم می‌گرید ۲)
- لِیدی (مِری) - دختر آرکام

(حضور: شیطان هم می‌گرید ۳: بیداری دانته و شیطان هم می‌گرید ۴ و شیطان هم می‌گرید ۵)
- آرکام - یکی از شخصیت‌های منفی قسمت سوم

(حضور: شیطان هم می‌گرید ۳: بیداری دانته)
- آریوس - شخصیت منفی قسمت دوم

(حضور: شیطان هم می‌گرید ۲)
- ماندس (Mundus) - شخصیت منفی قسمت اول

(حضور: شیطان هم می‌گرید)
- نرو - شخصیت اصلی قسمت چهارم و پنجم

(حضور: شیطان هم می‌گرید ۴ و شیطان هم می‌گرید ۵)
- کایری (Kyrie) معشوقهٔ نِرو

(حضور:شیطان هم می‌گرید ۴ و شیطان هم می‌گرید ۵)

## روند بازی
این سری بازی پیشگام سبکی بود که اکنون به نام اکشن دیوانه‌وار (به انگلیسی: Crazy Stylized Action) شناخته می‌شود و بازی را تاحدود زیادی سخت می‌کند. از دیگر بازی‌هایی که از این سبک تقلید کرده‌اند، می‌توان به بازی سام ماجراجو اشاره کرد.

## بازی‌ها
| عنوان                           | سال  | سیستم‌ها                            |
| ------------------------------- | ---- | ---------------------------------- |
| شیطان هم می‌گرید                 | ۲۰۰۱ | پلی‌استیشن ۲                        |
| شیطان هم می‌گرید ۲               | ۲۰۰۳ | پلی‌استیشن ۲                        |
| شیطان هم می‌گرید ۳: بیداری دانته | ۲۰۰۵ | پلی‌استیشن ۲                        |
| شیطان هم می‌گرید ۳: نسخه ویژه    | ۲۰۰۶ | پلی‌استیشن ۲، مایکروسافت ویندوز     |
| شیطان هم می‌گرید ۴               | ۲۰۰۸ | پلی استیشن ۳، ویندوز، ایکس‌باکس ۳۶۰ |
| دی‌ام‌سی: شیطان هم می‌گرید         | ۲۰۱۳ | پلی‌استیشن ۳، ویندوز، ایکس‌باکس ۳۶۰  |
| شیطان هم می‌گرید ۴: نسخه ویژه    | ۲۰۱۵ | پلی‌استیشن ۴، ویندوز، ایکس‌باکس وان  |
| شیطان هم می‌گرید ۵               | ۲۰۱۹ | پلی‌استیشن ۴، ویندوز، ایکس‌باکس وان  |

## تشابه با کتاب کمدی الهی
این بازی از نقش‌های کتاب کمدی الهی بسیار نشات گرفته است از موارد تشابه می‌توان به موارد زیر اشاره کرد.
- یکی بودن نام دانته شخصیت اول بازی و شخصیت اول کتاب و حتی نویسنده کتاب
- راهنمای دانته در کتاب ویرژیل نام دارد که در بازی نام برادر اوست
- نام معشوقه دانته بئاتریس است که در لفظ ایتالیایی قرن ۱۳ و۱۴ (که در بازی دانته به این زبان تکلم می‌کند) تریش است که نام معشوقه اول دانته در بازی است.
- لیدی یکی از شخصیت‌های بازی که نام اصلی او ماری (مریم) است در کتاب کمدی الهی نیز وجود دارد[۱]